# Tutto parla di te
Pour plus de détails, voir Fiche technique et Distribution.
Tutto parla di te (littéralement : Tout parle de toi) est un film dramatique italien sorti en 2013 au cinéma, réalisé par Alina Marazzi.

## Synopsis
Pauline revient à Turin après une longue absence, pendant laquelle elle a affronté les soucis de la maternité. Chaque matin, elle rencontre Angela, une amie qui dirige une maternité. Un jour, elle rencontre Emma, qui ne parvient pas à gérer la responsabilité de son fils. Emma et Pauline vont se réconforter mutuellement.

## Fiche technique
- Titre original italien : Tutto parla di te
- Genre : drame
- Réalisation : Alina Marazzi
- Scénario : Alina Marazzi, Dario Zonta et Daniela Persico
- Production : Gianfilippo Pedote pour MIR Cinematografica, Film Investment Piedmont (FIP), Intesa Sanpaolo
- Photographie : Mario Masini
- Montage : Ilaria Fraioli
- Musique : Dominik Scherrer
- Décors : Petra Barchi
- Costumes : Bettina Pontiggia
- Année de sortie : 2013
- Durée : 83 min[1]
- Langue originale : italien
- Pays de production :  Italie,  Suisse
- Distribution en Italie : BIM Distribuzione

## Distribution
- Charlotte Rampling : Pauline
- Elena Radonicich : Emma
- Valerio Binasco : Valerio
- Maria Grazia Mandruzzato : Angela Gualtieri
- Alice Torriani : Daniela
- Marta Lina Comerio : Anita
- Emiliano Audisio : Tommaso
- Alice Lussiana Parente

## Récompenses
Tourné en  2012, le film a été présenté dans la catégorie CinemaXXI au Festival international du film de Rome 2012 (it), au cours duquel Alina Marazzi a remporté le prix Tao Due Camera d'or pour une réalisatrice émergente, tandis que Gianfilippo Pedote a reçu le même prix pour le meilleur producteur.